# Лексин, Николай Петрович
Николай Петрович Лексин (род. 21 мая 1953) — советский футболист, нападающий.
Воспитанник футбольной школы Баку. В 1969 году начал играть в дубле «Нефтчи». В 1973 году провёл 13 матчей в первой лиге. 1974 год начал в «Нистру» Кишинёв, сыграл четыре неполных матча в чемпионате. Затем перешёл в команду второй лиги «Трактор» Павлодар. В 1978—1979 годах в высшей лиге сыграл 52 матча, забил шесть голов в составе «Кайрата» Алма-Ата. Завершил карьеру в командах мастеров в 1980 году в «Нефтчи».
Чемпион «Кубка надежды» 1971 года в составе сборной Азербайджанской ССР.
Участник Спартакиады народов СССР 1979 года в составе сборной Казахской ССР.